# Enybarbar
Enybarbar är en holme i Marshallöarna.   Den ligger i kommunen Rongelap, i den nordvästra delen av Marshallöarna, 700 km nordväst om huvudstaden Majuro. Enybarbar ligger 4 meter över havet.